# Hypodactylus adercus
Hypodactylus adercus är en groddjursart som först beskrevs av Lynch 2003.  Hypodactylus adercus ingår i släktet Hypodactylus och familjen Strabomantidae. IUCN kategoriserar arten globalt som otillräckligt studerad. Inga underarter finns listade i Catalogue of Life.